# Duszniki-Zdrój
Pour les articles homonymes, voir Duszniki.
Duszniki-Zdrój est une ville polonaise située dans la voïvodie de Basse-Silésie près de la frontière avec la République tchèque, dans la région montagneuse des Sudètes.
Station thermale depuis 1769, d'abord connue sous le nom allemand de Bad Reinerz, elle a notamment accueilli, dans les années 1820, Frédéric Chopin (1810-1849), accompagnant sa mère et deux de ses sœurs pour la santé de sa sœur cadette Emilia, atteinte d'une tuberculose.

## Présentation
Duszniki-Zdrój se trouve sur la route de Wroclaw, chef-lieu de voïvodie, à Hradec Králové, entre Klodzko, chef-lieu de powiat, et Nachod.
La ville est mentionnée en 1324 sous le nom de Reinharcz et, un peu plus tard, sous celui de Dussnik (1375). Relevant depuis le XIVe siècle du Royaume de Bohême, la région entre dans les possessions des Habsbourg d'Autriche, jusqu'à l'annexion de la Silésie par la Prusse au XVIIIe siècle.
Les sources sont mentionnées dès 1408, et leur usage thermal existe dès le XVIIe siècle, puis en 1769 la station thermale est officiellement créée.

## Jumelages
- Audun-le-Tiche (France)
- Bad Sulza (Allemagne)
- Deštné v Orlických horách (Tchéquie)
- Hoya (Allemagne)
- Nové Město nad Metují (Tchéquie)
- Olešnice v Orlických horách (Tchéquie)
- Sedloňov (Tchéquie)
- Trzcianka (Pologne)

## Tourisme
Un des chemins de randonnées à travers les Roches errantes part de Duszniki-Zdrój.